# Gudmundstjärnen, Dalarna
Gudmundstjärnen är en sjö i Rättviks kommun i Dalarna och ingår i Dalälvens huvudavrinningsområde.